# آریو و بازگشت به سرزمین خورشید
آریو و بازگشت به سرزمین خورشید نام کمیک استریپی است که توسط مجله گل آقا منتشر می‌شود. همچنین این کمیک اولین کمیک رسمی ایران به شمار می‌آید.

## داستان
طبق خط زمانی داستان، ارباب سایه‌ها، ارباب تاریکی به سرزمین خورشید حمله می‌کند تا فرزند پادشاه را از بین ببرد و خود جانشین و حکمران گردد. پادشاه برای نجات جان تنها فرزندش، او را به همراه بازوبند سلطنتی به آب می‌سپارد و جای کودک، تکه‌ای پارچه جایگزین می‌کند، ارباب سایه‌ها بچه را نمی‌یابد و خروشان تصمیم به نابودی شهر می‌گیرد. همسر پادشاه که از جریان به آب انداختن آریو خبری نداشته، دنبال ارباب سایه‌ها می‌کند و از ارتفاع پرت می‌شود و می‌میرد. بیست سال بعد، آریو، جوانی شاد و سرزنده شده و اژدهایی را که ارباب تاریکی بر سر دروازهٔ شهر نهاده تا خواب را بر چشمان مردم سرزمین خورشید، تنگ کند، نابود کرده و میان مردم مشهور می‌شود. هدفش نجات سرزمین و نابودی ارباب سایه‌هاست. از اینرو رهسپار سفری خواهد شد…